# 薩諾夫山脈
77°10′S 145°0′W / 77.167°S 145.000°W
薩諾夫山脈（英語：Sarnoff Mountains）是南極洲的山脈，位於瑪麗伯德地，屬於福特山脈的一部分，長46公里、寬15公里，分隔博伊德冰川和亞瑟冰川，該山脈在1929年12月5日由美國探險隊發現。